# Arrondissement de Leyde
1811–1814
L'arrondissement de Leyde (en néerlandais : Arrondissement Leiden) était une subdivision administrative française du département des Bouches-de-la-Meuse du Premier Empire créée le 1er janvier 1811 et supprimée le 11 avril 1814.

## Géographie

### Cantons
L'arrondissement de Leyde comprenait les cantons suivants : 
- Leyde (trois cantons)
- Nordwick
- Woubrugge